# Rolls-Royce 25/30
Rolls-Royce 25/30 — виготовлявся між 1936 і 1938 роками, є оновленою версією 20/25 із збільшеним двигуном для забезпечення більшої потужності, оскільки на попередні моделі часто встановлювали надто великі кузови, що призводило до скарг щодо її продуктивності.

## Інженерія
Рядний 6-циліндровий двигун із верхнім розташуванням клапанів потужністю 25/30 к.с. подібний до двигуна 20/25, але потужність збільшена до 4257 куб.см, збільшивши діаметр отвору з 8,3 см до 8,0 см, при цьому хід залишається на рівні 114,3 мм. Ступінь стиснення 6:1. Один власний карбюратор Stromberg з низхідним потоком замінив карбюратор Rolls-Royce, і магнето запалювання більше не встановлювалося, але була передбачена резервна котушка. Чотириступінчаста коробка передач встановлюється разом з двигуном і використовується традиційне правостороннє перемикання. Синхронізатор встановлений на третій і вищій передачах.
Клепане шасі має жорсткі передній і задній мости, підвішені на напівеліптичних ресорах з гідравлічними амортизаторами. Гальмування здійснюється на всіх чотирьох колесах за допомогою механічного сервоприводу, відомого за ліцензією Hispano-Suiza. Для ручного гальма встановлені окремі задні гальма. Традиційний радіатор Rolls-Royce з трикутною верхньою частиною використовувався з вертикальними жалюзі, кут відкриття яких регулюється термостатом для контролю охолодження двигуна.